# 竹園北邨

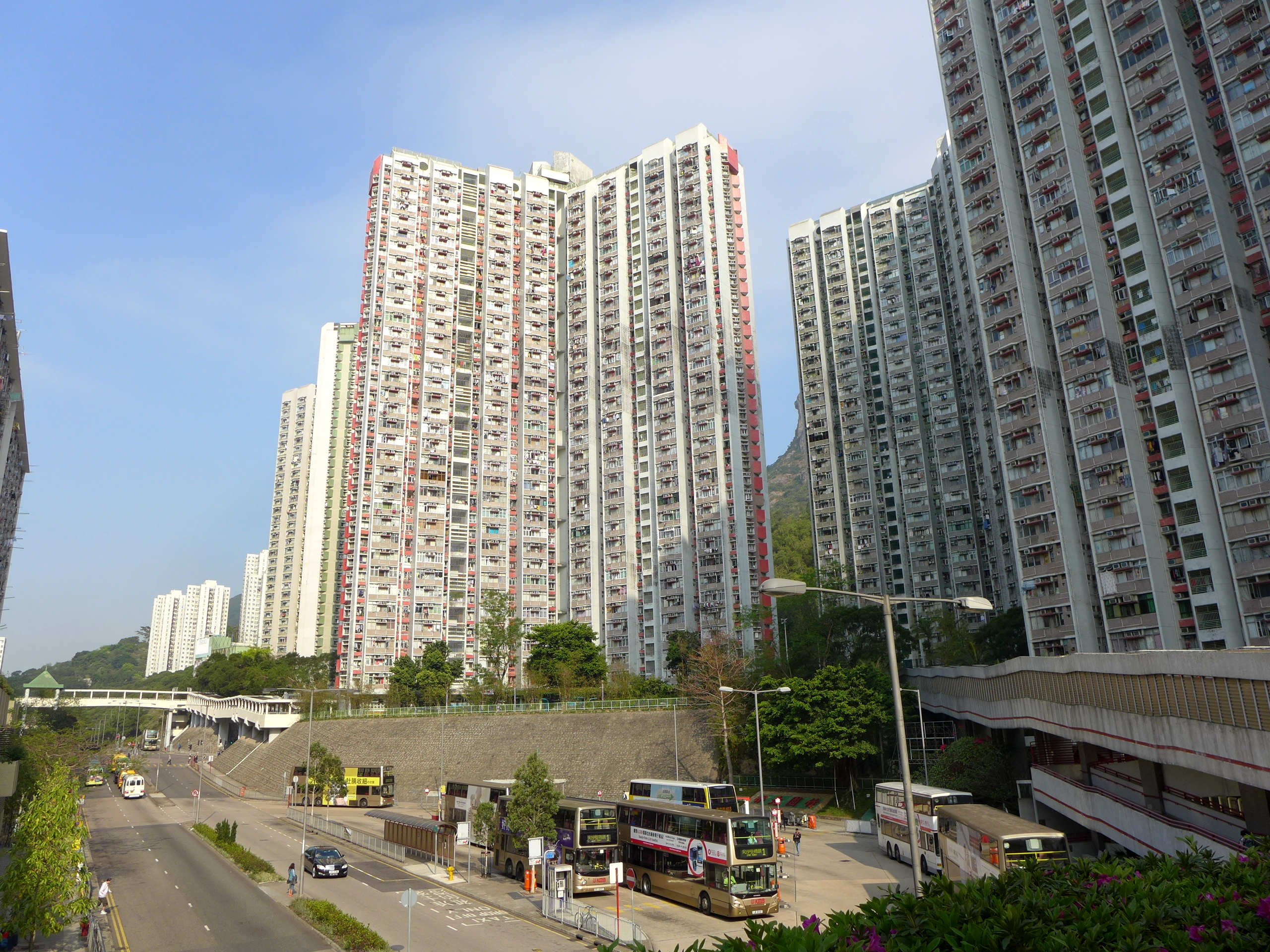
竹園北邨西北面

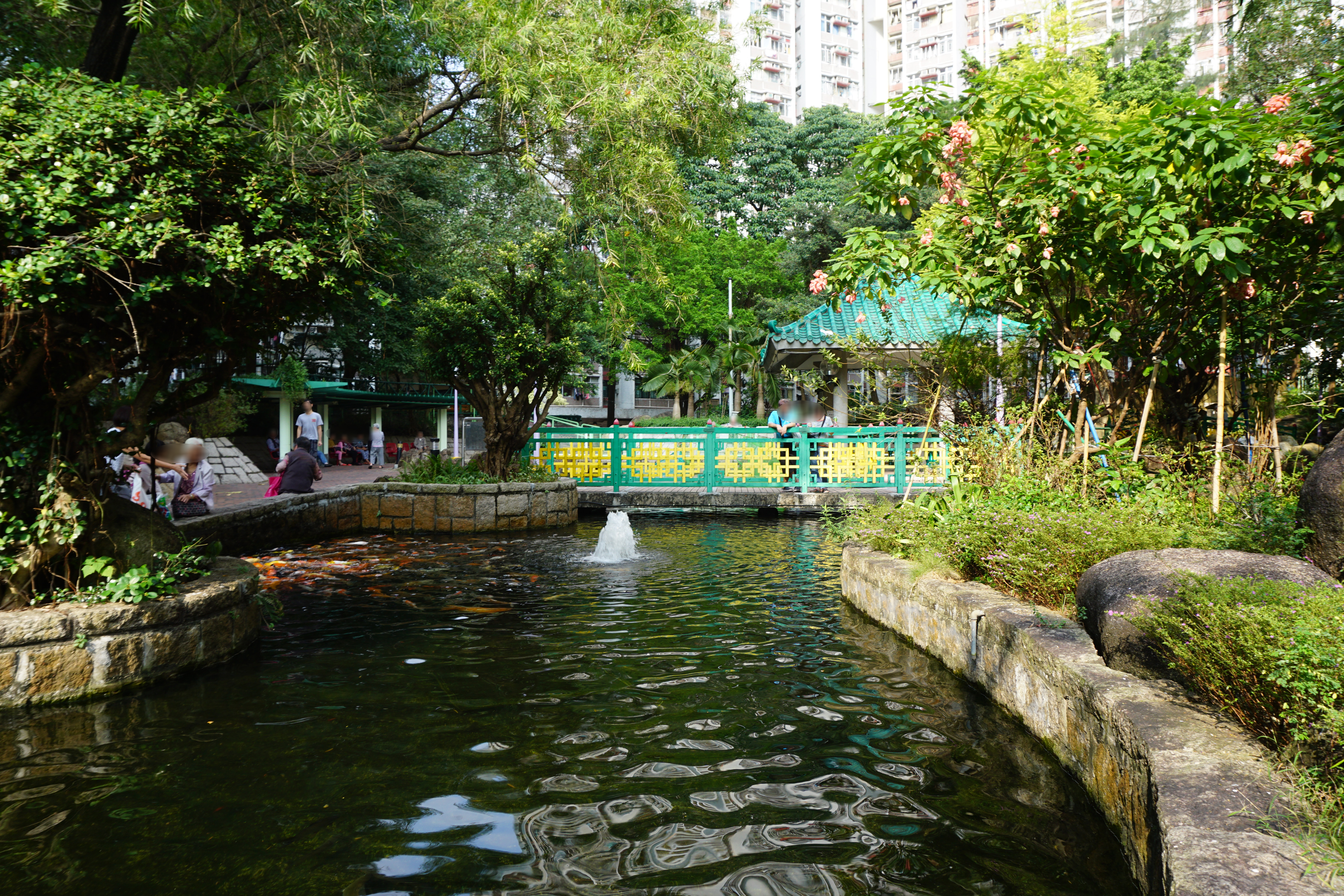
錦鯉池及涼亭

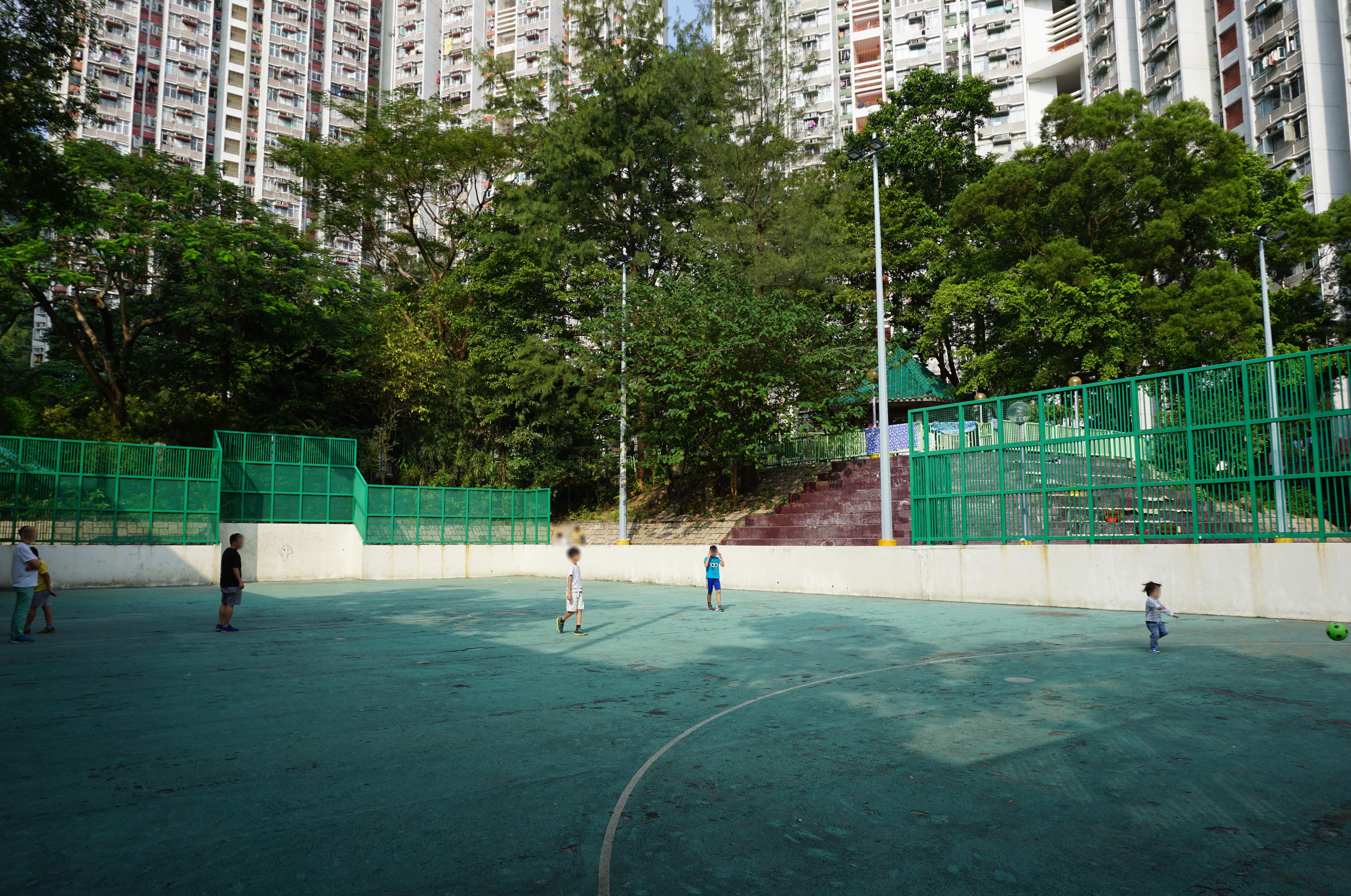
足球場

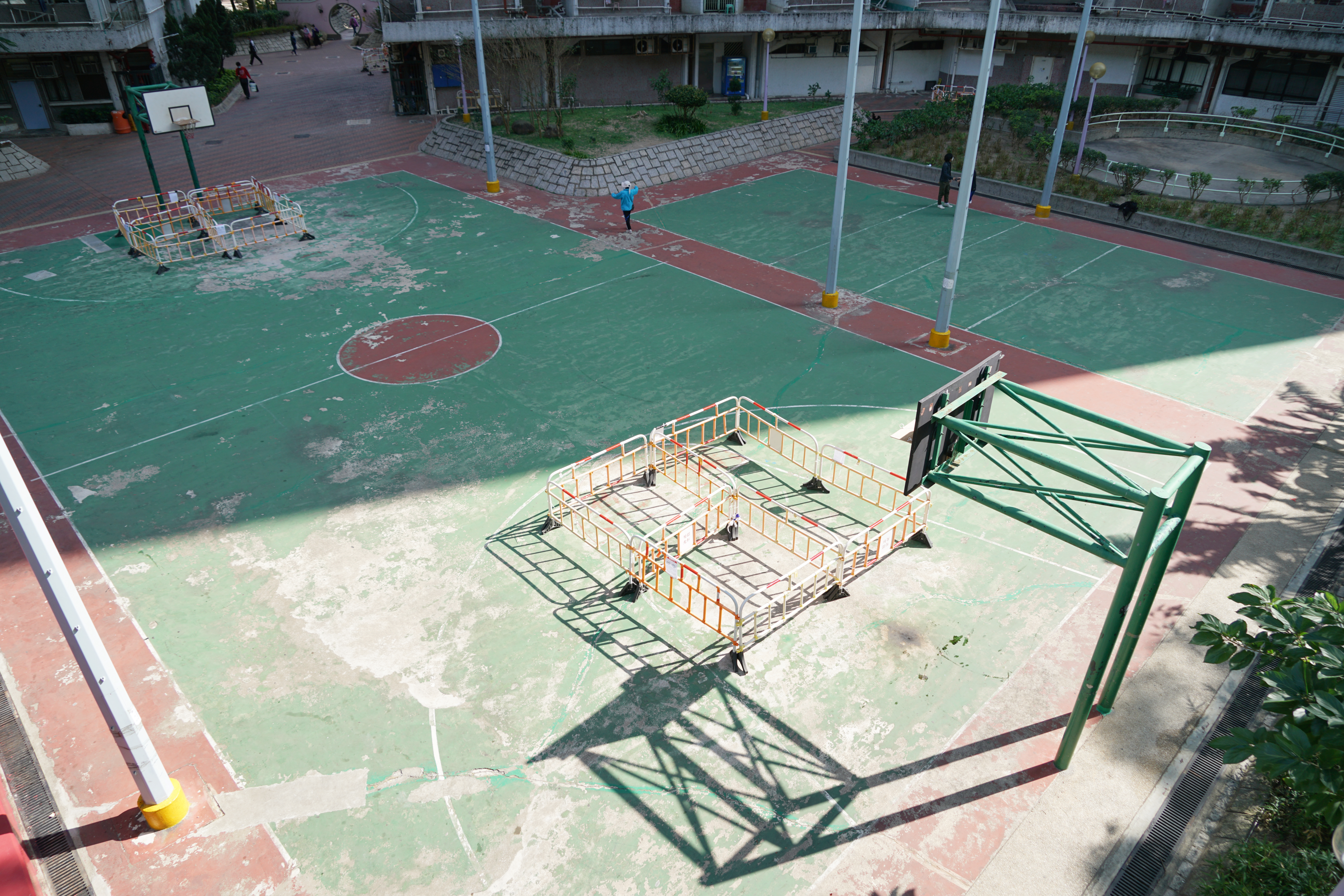
籃球、排球及滾軸溜冰場

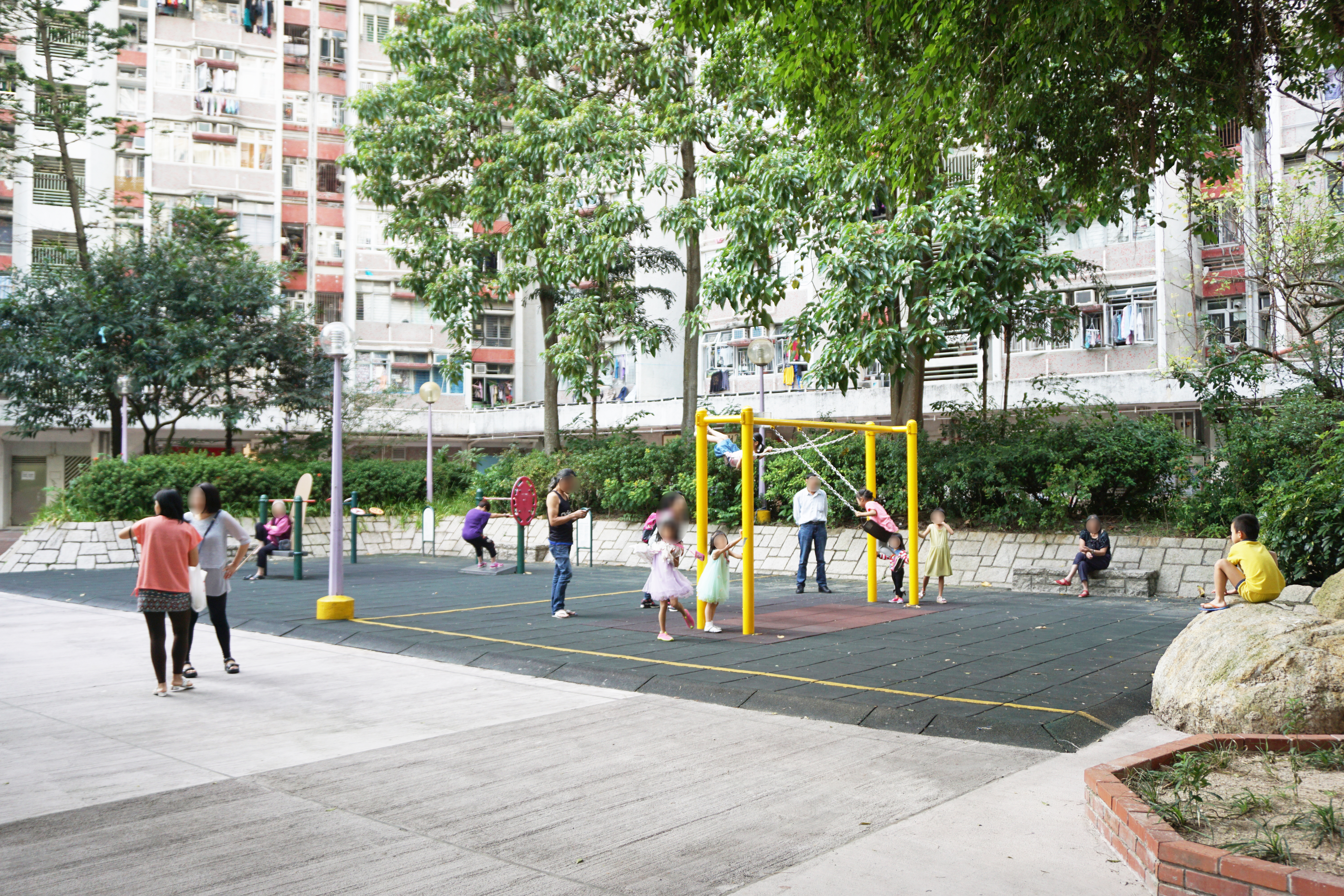
健體區及兒童遊樂場

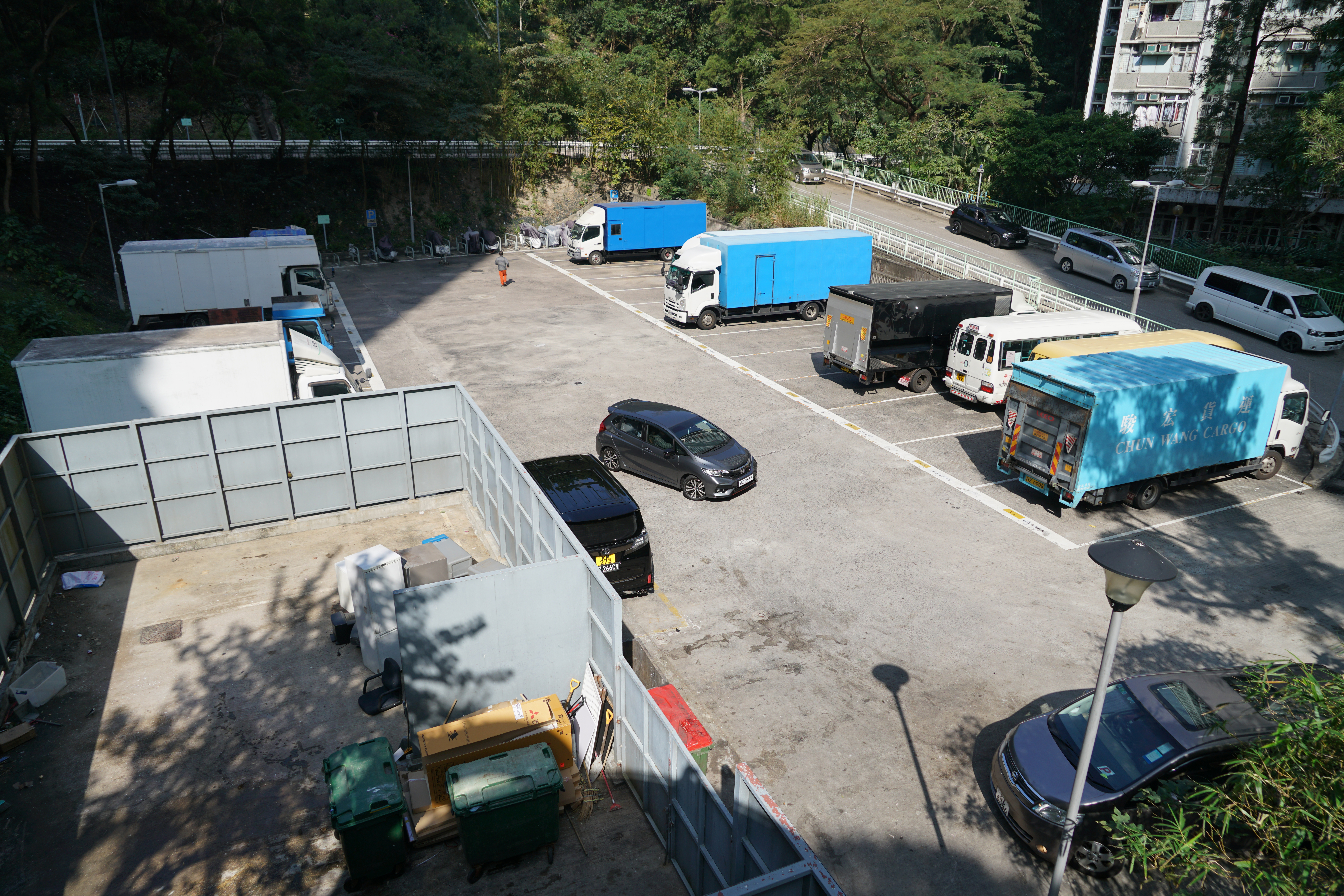
停車場

竹園北邨（英語：Chuk Yuen North Estate）是香港的租者置其屋計劃屋邨，位於九龍東黃大仙北面，穎竹街至沙田坳道之間。本邨於1987-1989年間落成，由嘉怡物業管理有限公司管理此屋邨，也是東頭邨14-18座重建受影響居民，以及慈雲山邨「問題公屋」提前遷出居民指定接收屋邨。
及後，此邨於1999年在租者置其屋計劃（第2期）將單位出售給所屬住戶，現已成立竹園北邨業主立案法團。
值得一提的是，竹園北邨是全港擁有最多Y3型大廈的公共屋邨。

## 屋邨資料

### 樓宇
| 樓宇名稱（座數） | 門牌號碼              | 樓宇類型            | 落成年份 | 樓宇層數 （住宅層數） | 每層伙數               | 每座單位總數（伙） | 承建商   | 提供升降機的廠商 | 期數 |
| ---------------- | --------------------- | ------------------- | -------- | --------------------- | ---------------------- | ------------------ | -------- | ---------------- | ---- |
| 松園樓（第8座）  | 黃大仙區竹園穎竹街8號 | Y3型 （早期型設計） | 1989年   | 35 （4-35樓）         | 24                     | 768                | 耀榮建築 | 迅達             | 1    |
| 柏園樓（第9座）  | 黃大仙區竹園穎竹街8號 | Y3型 （早期型設計） | 1989年   | 35 （2-35樓）         | 16（2樓） 24（3-35樓） | 808                | 耀榮建築 | 迅達             | 1    |
| 蕙園樓（第10座） | 黃大仙區竹園穎竹街8號 | Y3型 （早期型設計） | 1989年   | 35 （2-35樓）         | 32                     | 1088               | 耀榮建築 | 迅達             | 1    |
| 榕園樓（第11座） | 黃大仙區竹園穎竹街8號 | Y3型 （早期型設計） | 1987年   | 35 （2-35樓）         | 24                     | 816                | 順成建築 | 迅達             | 1    |
| 橡園樓（第12座） | 黃大仙區竹園穎竹街8號 | Y3型 （早期型設計） | 1987年   | 35 （2-35樓）         | 24                     | 816                | 順成建築 | 迅達             | 1    |
| 桐園樓（第13座） | 黃大仙區竹園穎竹街8號 | Y3型 （早期型設計） | 1987年   | 35 （2-35樓）         | 24                     | 816                | 順成建築 | 迅達             | 1    |
| 梅園樓（第14座） | 黃大仙區竹園穎竹街8號 | Y3型 （早期型設計） | 1987年   | 35 （2-35樓）         | 16（2樓） 24（3-35樓） | 808                | 順成建築 | 迅達             | 1    |
| 桃園樓（第15座） | 黃大仙區竹園穎竹街8號 | Y3型 （早期型設計） | 1989年   | 35 （2-35樓）         | 24                     | 816                | 瑞安建業 | 乘賓             | 2    |

（註：因第1-7座指同一項目內的竹園南邨，而此邨第16座（三期）則已經轉作居者有其屋計劃屋苑鵬程苑的關係，故此略去部份座號。上述座號是以房屋署Estate Property的記錄為依歸。）
以粗體字標注的樓宇設有供1-2人住戶居住的「劏房」，以安置東頭邨22座7樓住戶。

### 設施
- 竹園廣場

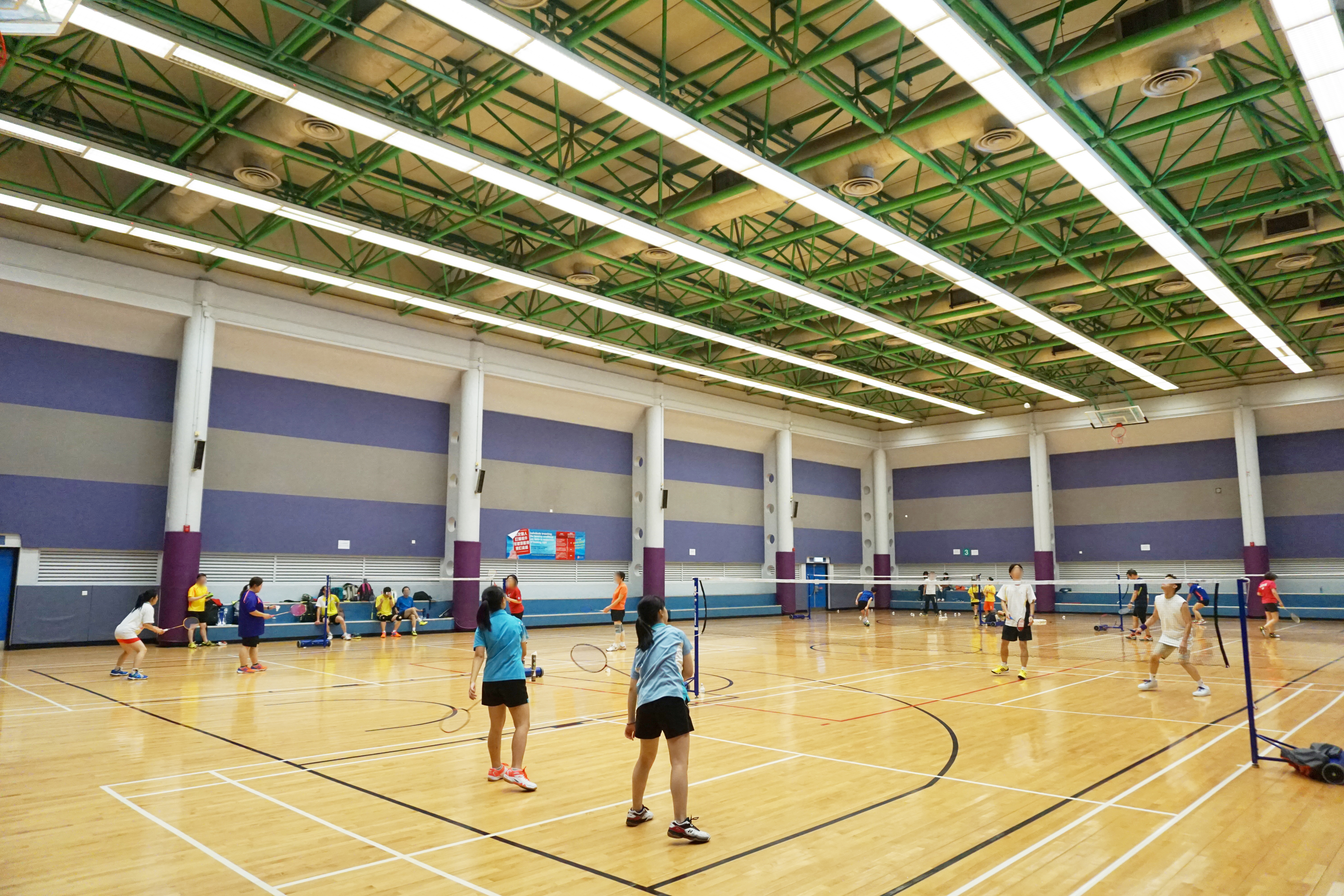
竹園體育館

## 教育及福利設施
竹園北邨曾設有擬建小學用地及擬建中學用地各一幅，但由於當區學位供應充裕，分別改建為園東臨時房屋區及鵬程苑；其後，園東臨時房屋區在未入伙情況下再拆卸重建為盈福苑。

### 幼稚園
- 聖公會慈光堂柯佩璋幼稚園 （1988年創辦）（位於桐園樓）

已結束/遷出
- 嗇色園主辦可德幼稚園（1989年創辦）（位於松園樓，將遷往東涌103區未命名居屋）
- 嗇色園主辦可慈幼兒園（位於榕園樓A翼地下）

### 綜合家居照顧服務
- 香港聖公會黃大仙綜合家居照顧服務隊 {（位於榕園樓地下）

### 長者地區中心
- 香港聖公會竹園馬田法政牧師長者綜合服務中心 （位於蕙園樓地下）
- 香港聖公會竹園馬田法政牧師長者綜合服務中心 - 榕園聚（位於榕園樓地下）

### 其他
- 防止虐待兒童會竹園中心（位於蕙園樓地下）

## 區議會分區
竹園邨原本劃分三個選區，竹園南邨劃分為竹園南選區，竹園北邨（蕙園、榕園、橡園、桐園、桃園、梅園）劃分為竹園北選區，竹園北邨（松園、柏園）劃分為翠竹及鵬程選區。竹園北選區最後一任區議員為獲民主派區選聯盟推薦的鄭梓健，2012至2019為陽光勵進會創會社長丁志威，2012年前則為政黨社會民主連線前主席兼五區公投聯合行動委員會副召集人陶君行，他於1991年-2011年間擔任竹園區區議員。竹園南選區最後一任區議員為民協的許錦成 。翠竹及購程選區最後一任區議員為獨立民主派尤漢邦。
2023年香港選舉改革之後，竹園北邨與竹園南邨、翠竹花園、鵬程苑、慈雲山、美東邨、橫頭磡及新蒲崗一併劃為黃大仙西選區，現任區議員為民建聯成員潘卓斌與創建力量成員楊諾軒。

## 大事
- 1987年8月12日，在當時未竣工的梅園樓對出發生火警，一個臨時廢物焚化爐因過熱而搶火，繼而爆炸，兩名工人走避不及受傷，當中一人重傷。前一日，建至23樓的松園樓亦發生工業意外，一名工人被石屎斗擊斃。[5]
- 1991年5月24日，一名20歲精神病漢於蕙園樓家中反鎖大門並脅持其母，更不斷在屋內倒天拿水，打算縱火同歸於盡；及後，警方出動談判組到場增援。[6]
- 1991年7月26日，時任英國外交部次官祁福禮訪港，曾到黃大仙祠及竹園北邨參觀。
- 1991年12月10日，港澳辦副主任陳滋英訪港，並曾前往竹園北邨參觀[7]。

## 外部連結
- 房委會竹園北邨資料 （页面存档备份，存于）